# Viscount of Irvine
Viscount of Irvine war ein erblicher britischer Adelstitel in der Peerage of Scotland.
Familiensitz der Viscounts war Temple Newsam bei Leeds in West Yorkshire.

## Verleihung
Der Titel wurde am 23. Mai 1661 von König Karl II. für Henry Ingram geschaffen. Zusammen mit der Viscountwürde wurde ihm der nachgeordnete Titel Lord Ingram verliehen.
Beide Titel erloschen am 19. Juni 1778, als sein Urenkel, der 9. Viscount starb, ohne männliche Nachkommen zu hinterlassen. 

## Liste der Viscounts of Irvine (1661)
- Henry Ingram, 1. Viscount of Irvine (1620–1666)
- Edward Ingram, 2. Viscount of Irvine (1663–1668)
- Arthur Ingram, 3. Viscount of Irvine (1666–1702)
- Edward Ingram, 4. Viscount of Irvine (1686–1714)
- Rich Ingram, 5. Viscount of Irvine (1688–1721)
- Arthur Ingram, 6. Viscount of Irvine (1689–1736)
- Henry Ingram, 7. Viscount of Irvine (1691–1761)
- George Ingram, 8. Viscount of Irvine (1694–1763)
- Charles Ingram, 9. Viscount of Irvine (1727–1778)